# Renaissance sportive de Berkane
Cet article traite de l'équipe masculine. Pour l'équipe féminine, voir RS Berkane (féminines).
Maillots
Actualités
La Renaissance sportive de Berkane (en arabe : النهضة الرياضية البركانية, et en amazigh standard marocain: ⵜⴰⵏⴽⵔⴰ ⵜⴰⵡⵏⵏⵓⵏⵜ ⵏ ⵓⴱⵔⴿⴰⵏ), plus couramment abrégé en RSB, est un club sportif omnisports marocain fondé en 1938 sous le nom de Association Sportive de Berkane, basé dans la ville de Berkane. Sa section de football fait partie des clubs d'élite marocains en Botola Pro1.

## Histoire

### Création en 1938
L’équipe de Berkane de football existait depuis 1938, à l'époque du Protectorat français au Maroc. Sa création se fit le 21 mai 1938 sous le nom d’Association Sportive de Berkane (ASB). Le nombre de joueurs, à cette époque, ne dépassait pas 18, composé des Marocains et Français. Dans cette équipe franco-marocaine, figurait trois Marocains.

### Ligues marocaines
Vers 1942-1943, des ligues furent créées au Maroc :
- la ligue de l’Oriental ;
- la ligue de Chaouia ;
- la ligue du Sud.

La rencontre se déroulait sous forme de championnat district. Parmi les équipes engagées, on trouvait :
- l’Association Sportive de Berkane
- le Jerada
- l’Union Sportive de Oujda
- l’Énergie

Les divisions furent au nombre de trois (1re, 2e et 3e divisions).
À cette époque, l'Association Sportive de Berkane jouait ses rencontres sur le « Stade da Cross », portant le surnom de Bariachino, situé après le pont de la ville de Berkane, actuellement « Magaâd Rasas », ensuite elle disputait ses matchs sur le stade dit « Stade el Bali », situé actuellement au quartier Bayou. Il n’y avait ni minimes, ni cadets, ni juniors, seulement l'équipe de réserve et l'équipe première. Dans cette ligue (ligue de l’Oriental), deux équipes jouaient les premiers rôles : l'Association Sportive de Berkane et l'Union Sportive de Oujda.

### L'USMB
En 1953, une équipe animée par le sentiment national, qui était en plein essor, vient d’être créée. Elle portait le nom Union Sportive Musulmane de Berkane (USMB). Mais celle-ci n’a pas duré, après une crise qui a éclaté en 1955-1956.
Après la désolation des équipes des protecteurs après l'indépendance du Maroc en 1956, la Ligue du Maroc de Football Association (LMFA) organisa un critérium en guise de barrage pour la 1re division, la 2e division et la 3e division. Toutes les équipes se rencontrent entre elles. Celle qui perdait la première rencontre était classée dans la division inférieure (3e division. Elle se classa dans la 1re division.
Durant la saison:1959-1960, l'Union Sportive Musulmane de Berkane a été reléguée en 3e division et en 1962-1963, elle disputait le match de barrage pour monter en 2e division. La première rencontre opposant Union Sportive Musulmane de Berkane, contre le Wydad de Fès. L'équipe de Berkane accède à la division supérieure.

### Fusion et le changement du nom
En 1966, le club change de nom: l'Union Sportive de Berkane (USB). La même année, Berkane voit la création d'un nouveau club : le Chabab Riadhi de Berkane (CRB), qui évoluera en 3e division. Ce club accède en 2e division en 1969, et sera relégué en 3e division la saison qui suit. En 1971, les clubs précités fusionnent pour former une seule équipe pour la ville, il porta le nom de: Renaissance Sportive de Berkane. Une fusion qui aura été bénéfique, puisque le club a réussi à accéder à la 1re division en 1977-1978.

### Professionnalisme
Le RS Berkane, sous la présidence de  Fouzi Lekjaa, a connu une ascension fulgurante avec sa nomination en 2009 en passant de la Botola Amateurs2, 4e division marocaine à la Botola Pro en 2012 . En 2018, le RS Berkane a gagné le premier titre de son histoire, la coupe du trône.
Berkane a fait des progrès constants au fil des ans sur le plan national et continental. Après leur parcours en Coupe de la confédération jusqu'en quart de finale en 2018, ils sont allés en finale lors de l'édition 2019 qu'ils ont perdue contre Zamalek SC.
Le 21 août 2019, après dix ans passés au club, Fouzi Lekjaa décide de démissionner pour se concentrer à son poste de dirigeant de la Fédération royale marocaine de football. Durant son passage, il aura fait passer le club de la 4e division marocaine à la finale de la Coupe de la confédération. Son successeur est Hakim Ben Abdellah, son ancien vice président.
Le 21 avril 2024, le club refuse de jouer le quart de finale de la coupe de la confédération contre l'USM Alger après avoir refusé de porter les maillots de rechange fournis par la Fédération algérienne de football proposés — avec selon Onze Mondial, « semble-t-il le soutien de la CAF » —, leurs maillots arborant une carte annexant le territoire disputé du Sahara occidental, La CAF a cependant jugé les maillots conformes à sa réglementation,. Le 24 avril, la CAF déclare le match gagné par Berkane sur tapis vert, En finale, il a perdu le titre contre Zamalek malgré le résultat nul (2-2) grâce à l'avantage des buts à l'extérieur. Le Tribunal arbitral du sport accepte le 26 février 2025, le recours de la FAF, sans toutefois remettre en cause la victoire de Berkane.
Le 19 janvier 2025, l'équipe a terminé la phase de groupes de la Coupe de la Confédération 2024-2025 en tête avec 16 points après avoir gagné cinq fois et fait match nul contre CD Lunda Sul.

### Botola Pro 2025
La Renaissance Sportive de Berkane (RSB) a remporté son premier titre en Botola, au terme de son match nul (1-1) face à l'Union de Touarga, samedi 15 mars 2025 au Stade Municipal de Berkane pour le compte de la 25è journée.

## Palmarès et résultats

### Palmarès du club
| National | International |
| --- | --- |
| - Botola Pro1 (1) : - Champion : 2024-25 - Vice-champion : 1982-83 - Coupe du Trône (3) : - Vainqueur : 2018, 2020-21 et 2021-22 - Finaliste : 1986-87, 2014 et 2023-24 - Botola Pro2 (1) : - Champion : 1976-77 - Vice-champion : 1979-80, 2011-12 - Botola Amt1 (2) : - Champion : 1959-60, 1968-69 | - Coupe de la confédération (3) : - Vainqueur : 2019-20, 2021-22 et 2024-25 - Finaliste : 2018-19 et 2023-24 - Supercoupe de la CAF (1) : - Vainqueur : 2022 - Finaliste : 2021 |

#### Compétitions amicales
- Tournoi Ahmed Antifit (2)
  - Vainqueur : 2014, 2015

### Les résultats du club après la fusion
- Champion de la Coupe de la Ligue d'Est en 1955.
- Relégation en 2e division en 1979-1980.
- Accession en 1re division en 1980-1981.
- Vice-champion de 1re division en 1982-83.
- Relégation en 2e division en 1986.
- Finaliste de la Coupe du Trône en 1987.
- Promotion en 1re division en 2011-12.

## Statistiques et records

### Meilleurs buteurs
Classement des dix meilleurs buteurs du RS de Berkane en compétitions officielles
| Class. | Nom                | Buts |
| ------ | ------------------ | ---- |
| 1      | Issoufou Dayo      | 49   |
| 2      | Kodjo Fo Doh Laba  | 42   |
| 3      | Mohamed Aziz       | 38   |
| 4      | Hamdi Laachir      | 26   |
| 5      | Youssef Fahli      | 25   |
| 6      | Oussama Lamlioui   | 25   |
| 7      | Ayoub El Kaabi     | 23   |
| 8      | Youssef Zghoudi    | 18   |
| 9      | Chadrack Muzungu   | 17   |
| 10     | Brahim El Bahraoui | 17   |

 Mis à jour le 18 août 2025.
En gras, les joueurs évoluant encore à Berkane .

### Joueurs les plus capés en compétitions officielles
| Class. | Nom                | Apparitions | Période   |
| ------ | ------------------ | ----------- | --------- |
| 1      | Issoufou Dayo      | 316         | 2016-2025 |
| 2      | Mohamed Aziz       | 263         | 2012-2022 |
| 3      | Larbi Naji         | 256         | 2012-2022 |
| 4      | Amine El Kass      | 224         | 2013-2021 |
| 5      | Bakr El Helali     | 198         | 2017-2023 |
| 6      | Omar Namsaoui      | 193         | 2016-2023 |
| 7      | Youssef Zghoudi    | 189         | 2019-2025 |
| 8      | Hamdi Laachir      | 176         | 2015-2021 |
| 9      | Hamza Regragui     | 168         | 2017-2023 |
| 10     | Hamza El Moussaoui | 161         | 2021-     |

## Logos

Logo de 1938 à 2018
Logo de 2018 à 2022
Logo depuis 2022